# Eike Eulen
Eike Eulen (Berlijn, 12 oktober 1936 - Wedel, 22 december 2015) was een Duits syndicalist.

## Levensloop
Eulen was van 1956 tot 1968 werkzaam in de scheepvaart, waar hij opklom tot eerste officier. Hierop aansluitend werd hij aangesteld als regionaal secretaris van de Gewerkschaft Öffentliche Dienste, Transport und Verkehr (ÖTV) te Hamburg. 
In 1984 werd hij verkozen in de executive board van de International Transport Workers' Federation (ITF) en in 1990 werd hij vicevoorzitter van deze mondiale vakbondsfederatie. In 1994 tijdens het 37e ITF-congres te Genève werd hij aangesteld tot voorzitter in opvolging van de Canadees Jim Hunter. Deze functie oefende hij uit tot 1998, hij werd in deze hoedanigheid opgevolgd door de Indiër Umraomal Purohit.